# Фелькель, Юлий Карлович
Юлий Карлович Фелькель (нем. Julius Caesar Voelkel; 11 (23 января) 1812, Берлин — 29 апреля (11 мая) 1882, Москва) — доктор философии, лектор немецкого языка и преподаватель классических наук в Московском университете, филолог, статский советник.

## Биография
Отец, занимавшийся торговлей, постарался дать сыну наилучшее образование. Фелькель получил среднее образование в известной Иоахимстальской гимназии в Берлине, в которой особенно процветало изучение классических языков и надзор над которой осуществлял Август Мейнеке. Во многом именно упор на изучение древних языков способствовали тому, что Фелькель стал активно заниматься ими. Всего он проучился этой гимназии пять лет, а также три года в пансионе при нём. В 1827 году он поступил в Берлинский университет на философский факультет. В университете он продолжал заниматься избранным ещё в гимназии предметом — классической филологией, посещая лекции знаменитых профессоров А. Бёка, К. Лахмана, Цумпта и других. Здесь, среди прочего, Фелькель посещал лекции по философии, богословию и правоведению. Особенно он ценил объяснения Цумпта касательно речей Цицерона против Гая Верреса и занятия по истории под руководством Ранке. В последних участвовали лишь избранные учащиеся: кроме Фелькеля, посещали занятия Вайц, Гизебрехт, Дённигес, Гирш, Вильманс и Кёпке-младший, достигшие потом успеха в исторической науке. Кроме классической филологии (А. Бёк), вторым основным направлением его штудий были лингвистика и новейшие языки в историческом отношении (под руководством Лахмана). Результатом занятий с Бёком стали рассуждения (de Graecis sophistis; de septem Graeciae sapientibus), написанные по указанию преподавателя и получившие награду. Под руководством Лахмана Фелькель занимался готским и древненемецким языками, читал в подлиннике большинство средненемецких источников, практиковался в сравнительной и исторической грамматике. Также он изучал педагогику и дидактику и впоследствии избрал для своей деятельности учителя т. н. генетический метод преподавания.
По окончании полного курса Фелькель получил степень доктора философии и в том же, 1833 году, по предложению бывшего много лет в России поэта Э. Раупаха, занял в Москве в доме рязанского гражданского губернатора П. П. Новосильцева место воспитателя его сына Ивана. В течение 11 лет, проведённых в этом доме, он основательно изучил русский язык и принял русское подданство (в 1835 году).
В 1845 году Фелькель был определён в Московский университет лектором немецкого языка и в том же году преподавателем всеобщей истории и немецкой словесности в бывший Александринский сиротский институт, а год спустя — старшим учителем латинского и немецкого языков в бывший Дворянский институт. Когда Александринский сиротский и Дворянский институты были преобразованы, Фелькель продолжал работу в качестве лектора и члена Комитета при университете для испытания лиц на получение звания домашних учителей и учительниц. В 1852 году ему был присвоен чин коллежского асессора. Также много времени он посвятил написанию истории немецкой литературы для России, используя памятники с древности до современных ему. Также в его планах было написать немецкую грамматику по Гримму и Беккеру для России с изложением практических задач в систематическом порядке, а также историю не только немецкой, но и французской литературы по памятникам.
Его слушатели на лекциях были разделены на две группы: для преподавания первой он использовал составленную им хрестоматию для объяснения этимологии, ономастики, синтаксиса и т. д., в то время вторая группа слушала подробную историю немецкой литературы по его собственным записям, с упором на Вильмара, но и с использованием современных ему трудов.

## Семья
В 1843 году женой Фелькеля стала дочь пастора и консисториального советника Геринга, которая умерла в 1852 году. 

## Сочинения и переводы
Первые статьи Фелькеля помещались в журнале «Библиотека для воспитания», выходившем под редакцией бывшего профессора П. Г. Редкина. Так, там были опубликованы «Предварительные замечания о педагогике и дидактике» (1845), «О чтении» (1846). В 1848 году, по поручению университета, им была составлена изданная за казённый счёт «Немецкая хрестоматия» для студентов медицинского и физико-математического факультетов. В «Атенее» вышла статья «Братья Гримм» (1858, кн. 47 и 49, 1859, кн. 1 и 5), в «Московских университетских известиях» — «Новая рукопись Цицероновых писем к друзьям» (1865, кн. 4).

### Комментированные издания авторов для гимназий
В 1860-х и 1870-х годах Фелькель выпустил издания классических авторов для употребления в гимназиях: с введениями, подробными примечаниями и словарём. Эти руководства, составленные по немецким образцам, были в своё время очень в ходу, потому что других изданий римских авторов с русскими примечаниями почти что не существовало; затем они всё более и более вытеснялись новейшими и лучшими изданиями.
Цицерон
- Pro Archia poeta и Pro Ligario (3 издания: 1867, 1871, 1877)
- Pro Milone (2 издания: 1870 и 1877)
- In Catilinam (2 издания: 1871 и 1876)
- Pro S. Roscio Amerino (1871)
- Pro rege Deiotaro (1874)
- Pro Murena (1875)

Тит Ливий
- XXI книга (3 издания: 1868, 1871, 1876)
- XXII книга (1874)

Цезарь
- «Записки о галльской войне», книги I—IV (1872)
- «Записки о галльской войне», книги IV—VIII (1873)

Платон
- «Апология Сократа» (1873)

## Награды
За свою деятельность Фелькель получил следующие награды:
- орден Св. Станислава 3-й степени;
- орден Св. Анны 3-й степени;
- орден Св. Станислава 2-й степени;
- орден Св. Анны 2-й степени;
- орден Св. Владимира 4-й степени;
- прусский орден Красного орла 4-й степени.

## Комментарии
1. ↑  Упоминаются также Беккер, Гейзе, Карл Риттер (чтения об Азии), Тёлькен, Штур (мифология), Гегель, Стеффенс (антропология), Генрих Риттер (история философии), Шлейермахер (ифика), Неандер (церковная история и догматика), Маргейнеке, Бенеке (психология), Савиньи (история римского права), Ганс (философия истории), Вилькен, Раумер (новая история), Ранке (история средних веков), Гофман (статистика). См.: Биографический словарь профессоров и преподавателей Императорского Московского университета. — М., 1855. — Т. 2. — С. 511—514.